# John Neeskens
John Andrés Neeskens i Ramírez (Tulsa, 17 november 1993), kortweg John Neeskens, is een Spaans-Amerikaans profvoetballer die doorgaans als verdediger speelt.

## Clubcarrière
Neeskens is geboren in de Amerikaanse stad Tulsa, maar groeide vervolgens op in zijn land van herkomst nabij Barcelona. Aanvankelijk begon Neeskens met het beoefenen van zaalvoetbal. Hij uit voor de jeugdteams van PB Anguera en CF Damm. In april 2010 vochten Real Madrid CF en FC Barcelona om zijn gunsten. Verschillende media berichtten dat Neeskens zijn Catalaanse club CF Damm verruilde voor de jeugdopleiding van Real Madrid. Hij koos op 17-jarige leeftijd voor Villareal CF. Tijdens een jeugdwedstrijd op 28 november 2010 liep hij tijdens een wedstrijd gebroken ribben en een geperforeerde long op. Het eerste seizoen traint hij met enige regelmaat mee met de A-selectie. Nadat zijn tweede seizoen weinig hoopvol was, vertrok Neeskens in 2012 naar UE Sant Andreu, een club uit Barcelona. Na periodes bij UE Sant Andreu en CF Badalona, beide uitkomend in de Segunda División B, tekende hij op 14 mei 2014 bij Colorado Rapids.

### Colorado Rapids
Hij maakte zijn debuut in de Major League Soccer op 5 juni 2014 tegen Chicago Fire. Zijn eerste doelpunt voor de club maakte hij op 11 oktober 2014 tegen Chivas USA. Omdat de Amerikaanse competitie stilligt tijdens de wintermaanden, mocht Neeskens zich in januari 2015 aansluiten bij de selectie van RCD Espanyol om tijdens de winterperiode zijn conditie op peil te houden. Vlak voor de start van het seizoen 2015 van de MLS werd Neeskens geschrapt uit het team van Colorado Rapids.

### New York Cosmos
Op 15 april 2015 tekende hij een contract bij New York Cosmos, de club waar 36 jaar eerder ook Johan Neeskens onder contract stond. Hier zal hij eerst intern worden uitgeleend aan het tweede team dat uitkomt in de National Premier Soccer League (vierde niveau). Neeskens speelde een sterk seizoen als aanvoerder en werd kampioen met zijn team. Ook werd hij derhalve door de NPSL opgesteld bij het sterrenelftal van de competitie. In september 2015 werd Neeskens bij de eerste selectie gehaald. Hoewel zijn rol tijdens de resterende wedstrijden van het seizoen beperkt bleef tot bankzitter, mocht hij wel samen met Raúl en Marcos Senna delen in de feestvreugde van het behaalde NASL-kampioenschap. Aan het eind van het seizoen 2015 vertrok hij transfervrij bij Cosmos.

### LA Galaxy
In maart 2016 kreeg hij een eenjarig contract bij Los Angeles Galaxy dat hem transfervrij inlijfde voor het tweede team in de USL Pro. Hier treft hij de Nederlander Denzel Slager aan als teamgenoot. Als basisspeler maakte Neeskens op 3 april zijn debuut voor Los Dos in de competitiewedstrijd tegen Real Maryland Monarchs (3-3 gelijkspel). Tijdens de zomerse transferperiode toonde de Spaanse club CF Gavà interesse in Neeskens en op 8 juli 2016 maakte hij de transfer naar Catalonië. Gedurende zijn korte periode in Los Angeles kwam Neeskens tot drie competitiewedstrijden.

### Gavà en Santboià
John Neeskens tekende op 8 juli 2016 een eenjarig contract bij de Catalaanse club CF Gavà, dat net gepromoveerd is en tijdens het seizoen 2016/17 zal uitkomen in de Spaanse Segunda División B.
Op 13 mei 2017 maakte hij zijn eerste competitiedoelpunt voor Gavà tegen Atlético Saguntino, waarmee hij bijdroeg aan de 4-0 overwinning. Met onder meer competitietopscoorder Boris Garrós in de gelederen behaalde CF Gavà een tiende plaats in de competitie, maar moest als straf verplicht degraderen omdat de club de salarissen voor spelers en staf niet kon betalen vanwege financiële problemen. In totaal speelde hij elf wedstrijden voor Gavà, waarin hij eenmaal scoorde. Bij afloop van het seizoen vertrok Neeskens transfervrij naar FC Santboià, dat uitkomt in de Tercera División.

### Terugkeer bij Cosmos en Santboià
In april 2018 keerde hij terug bij NY Cosmos II, dat uitkwam in de North Atlantic Conference van de National Premier Soccer League. Hij maakte zijn comeback voor Cosmos op 29 april tegen Boston City FC (4-0 winst). Van de 14 competitiewedstrijden speelde hij elf keer zonder het doel te vinden. Wel eindigde Cosmos op de eerste plaats van de afdeling. Nadat Neeskens en zijn teamgenoten over twee wedstrijden de North Atlantic Conference Playoffs wonnen, kwalificeerden zij zich voor de Northeast Region Playoffs. Hierin bereikte Cosmos II op 21 juli de regionale finale, waarin FC Motown met 2-3 te sterk bleek.
Na een korte onderbreking in New York, speelde Neeskens vanaf augustus 2018 weer voor FC Santboià.

### Miami FC, AS Trenčín en terug in Spanje
In februari 2019 verbond Neeskens zich aan Miami FC. 
In augustus 2019 vertrok hij naar AS Trenčín, een Slowaakse voetbalclub die uitkomt in de Fortuna Liga, de hoogste nationale voetbaldivisie. Deze Nederlands-getinte voetbalclub van eigenaar Tscheu La Ling deed drie keer een beroep op zijn diensten, waarvan tweemaal in de competitie en eenmaal in een bekerwedstrijd. In Neeskens' tweede competitiewedstrijd tegen FK Senica (2-3 verlies), scoorde hij uit een voorzet van Gino van Kessel. Tijdens het seizoen 2019/20 kwam Neeskens niet meer in de plannen voor van hoofdtrainer Matthias Kohler en zodoende vertrok hij in januari 2020 naar SD Formentera. Medio 2020 ging Neeskens naar AE Prat.

## Statistieken
| Seizoen         | Club               | Competitie                     | Competitie | Competitie | Beker | Beker | Internationaal | Internationaal | Totaal | Totaal |
| Seizoen         | Club               | Competitie                     | Wed.       | Dlp.       | Wed.  | Dlp.  | Wed.           | Dlp.           | Wed.   | Dlp.   |
| --------------- | ------------------ | ------------------------------ | ---------- | ---------- | ----- | ----- | -------------- | -------------- | ------ | ------ |
| 2012/13         | UE Sant Andreu     | Segunda División B             | 14         | 0          | 0     | 0     | –              | –              | 14     | 0      |
| 2013/14         | CF Badalona        | Segunda División B             | 15         | 0          | 0     | 0     | –              | –              | 15     | 0      |
| 2014            | Colorado Rapids    | Major League Soccer            | 5          | 1          | 0     | 0     | –              | –              | 5      | 1      |
| 2015            | New York Cosmos II | National Premier Soccer League | 16         | 0          | –     | –     | –              | –              | 16     | 0      |
| 2016            | LA Galaxy II       | USL Pro                        | 3          | 0          | 0     | 0     | –              | –              | 3      | 0      |
| 2016/17         | CF Gavà            | Segunda División B             | 11         | 1          | 0     | 0     | –              | –              | 11     | 1      |
| 2017/18         | FC Santboià        | Tercera División               | 22         | 2          | 0     | 0     | –              | –              | 22     | 2      |
| 2018            | New York Cosmos II | National Premier Soccer League | 15         | 0          | –     | –     | –              | –              | 15     | 0      |
| 2018/19         | FC Santboià        | Tercera División               | 9          | 1          | 0     | 0     | –              | –              | 9      | 1      |
| 2019            | Miami FC           | National Premier Soccer League | 8          | 2          | –     | –     | –              | –              |        |        |
| Carrière totaal | Carrière totaal    | Carrière totaal                | 118        | 7          | 0     | 0     | 0              | 0              | 118    | 7      |

Bijgewerkt t/m 20 augustus 2019.

## Achternaam Neeskens
In de pers wordt hij regelmatig aangeduid als een vermeende zoon van Johan Neeskens, wat officieel in 2010 door de laatstgenoemde ontkend wordt. Op de website van zijn werkgever blijft John in 2015 Johan echter zijn vader noemen. Voor John Neeskens zijn er geen duidelijke bronnen bekend die bevestigen of er bij de naam Neeskens sprake is van een derde voornaam of een dubbele achternaam, zoals gebruikelijk is bij Iberische achternamen. In dat laatste geval zou er sprake zijn van een apellido paterno en draagt zijn vader de Nederlandse familienaam Neeskens. Zijn spelersprofiel bij de Catalaanse voetbalbond onderschrijft anno 2018 eveneens dat Neeskens als primer cognom (eerste achternaam) een deel is van een dubbele achternaam. Bij zijn eerste seniorenclub UE Sant Andreu stond Neeskens in 2012 ook als dusdanig ingeschreven. Zijn opleidingsclub CF Damn stelt echter op haar website dat Neeskens voor John een segon cognom (tweede achternaam) is, wat zou betekenen dat het de familienaam van zijn moeder is. Sommige websites geven als alternatief voor Johns tweede voornaam Andrés de Catalaanse naam Andreu of de Engelstalige naam Andrew aan.

## Erelijst
- UE Sant Andreu

Copa Federación de España: 2013
- New York Cosmos

National Premier Soccer League: 2015
North Atlantic Conference: 2018